# Til

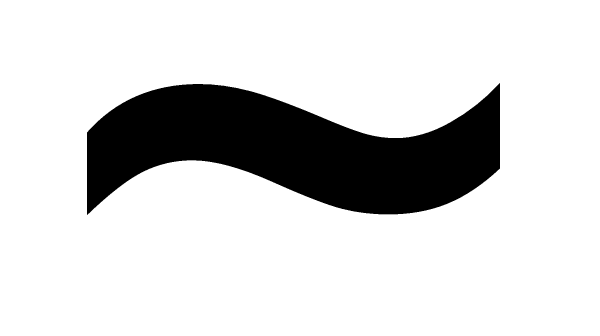
O til.

O til ou tilde (~; plural tis, tiles ou tildes) é um sinal diacrítico que serve para nasalar/ nasalizar as vogais. Em português, utiliza-se sobre o a (ex: melão) e o o (ex: melões) e muito raramente no português arcaico (galego-português) sobre outras vogais também, por exemplo nas palavras mũito, ruĩ (ou seja ruim) e ẽarcar, ẽarcado e desẽalmado. Estas últimas ainda surgem em alguns dicionários portugueses modernos.
Historicamente, o til era uma abreviatura da letra n ou m em posição de travamento silábico, escrito por cima da linha. Em latim, por exemplo, "Cũ ejusdẽ [...] diligẽtissime" (cum eiusdem [...] diligentissime). Em português, essa indicação passou a designar um sinal de nasalização. A referência mais antiga à definição do til é do século XVI na Gramática de João de Barros.
O til utiliza-se também nos seguintes idiomas:
- grego clássico: sinal diacrítico da ortografia politônica idêntico ao til (βῆτα)
- castelhano, basco e galego (normativa da Real Academia Galega): para formar a letra ñ (lê-se nh)
- estoniano: para identificar um som vocálico claro (mõdu)
- bretão.
- vietnamita: sobre vogais decrescentes (ngã)

## Emprego

### Português
Em português, o til põe-se sobre as letras a e o para indicar vogal nasal. 
Pode aparecer em sílaba:
- tônica: balão, corações, maçã, cãibra;
- pretônica: balõezinhos, grã-fino;
- átona: órgão, bênçãos.

Outros exemplos:
- Capitães, limão, mamão, bobão, chorão, devoções, põem, etc.

Se a sílaba onde figura o til for átona, também é necessário grafar com acento agudo a sílaba predominante, a exemplo de "órfãos" e "acórdão".

### Galego-português
Em galego-português, o til era usado em hiatos de uma vogal nasal seguida de outra vogal.
- maçãa (maçã, /ma.ˈt͡sã.a/)
- chẽo (cheio, /ˈt͡ʃẽ.o/)
- mĩudo (miudo, /mĩ.ˈu.do/)
- bõo (bom, /ˈbõ.o/)
- ũa (uma, /ˈũ.a/)

E em abreviaturas de consoante que indica nasalização. Por exemplo: cõ, abreviatura de con (com).